# Luka Rijeka
Luka Rijeka d.d.  je hrvaško podjetje, ki operira s pristaniščem Reka. Podjetje ima zaposlenih okrog 935 delavcev. Največji delničar je Hrvaška vlada (72,7%) in Hrvaški zdravstveni fund (8,1%). Podjetje ima na Zagrebški borzi (CROBEX) šifro "LKRI".